# 先住民族の権利に関する国際連合宣言
先住民族の権利に関する国際連合宣言（せんじゅうみんぞくのけんりにかんするこくさいれんごうせんげん、英: Declaration on the Rights of Indigenous Peoples, 略称：UNDRIP）は、2007年、ニューヨークの国連本部で行われていた第61期の国際連合総会において採択された国際連合総会決議。
総会決議には国際法上の法的拘束力はないが、国連広報官は「同宣言は国際的な法律基準のダイナミックな発展を意味し、また国際連合の加盟国の関心や関与が一定の方向に動いたことを示した」としている。同宣言は、「世界の先住民族の待遇を整備する重要な基準であり、これはこの惑星の3億7000万人の先住民族に対しての人権侵害を無くし、彼らが差別やマージナライゼーション（周辺化）と戦うのを援助するための疑う余地のない重要なツールである」と評した。

## 目的
宣言は、「文化、アイデンティティ、言語、労働、健康、教育、その他の問題」に対する彼らの国際法に承認された人権の享受の権利と同様に、個人と共同の先住民族の権利を順に説明する。宣言は、自身の慣習、文化と伝統を守り、強化し、彼ら自身の必要性と目標に合わせて彼らの発展を続行するために、先住民族の権利を強調する。　同宣言は、先住民族に対する差別を禁止し、それは彼らを心配させる全ての問題への彼らの完全で有効な参加を促進し、そしてまた、彼らの権利を明確に保持し、彼ら自身が目指す経済・社会的開発の継続を促進する。

## 交渉と批准
宣言は採択までに起草から22年以上経過した。1982年に経済社会理事会 (ECOSOC) はホセ・マルチネス・コーボ特別報告者の先住民への差別問題に関する調査報告書を受け、国際連合先住民作業部会 (WGIP) を立ち上げた。先住民保護のための人権基準を開発することを任務とし、1985年に、作業部会は先住民族の権利宣言の草案策定に取り組み始めた。草案は1993年に仕上がり、少数者の差別防止および保護に関する国連人権小委員会に提出され、翌年に承認された。
宣言草案は人権委員会に諮られ、別の作業部会が設けられた。翌年にかけ、作業部会は、宣言草案の概念と条項を調査し、微調整するために11回の会合を持った。宣言のいくつかの基本条項（例えば先住民族の自決権と先住民族の伝統的な土地に存在する天然資源の管理）に関して、特定の国家が懸念したため、進捗が遅れた。
宣言の最終版は、2006年6月29日に国際連合人権理事会（人権委員会への後継組織）の47理事国のうち賛成30、反対2で採択され、棄権12と欠席3があった。
宣言はそれから総会に諮られ、第61期の会期中の2007年9月13日に提案の採用について採決した。投票結果は143ヶ国の賛成、4ヶ国の反対、11ヶ国の棄権であった。反対はオーストラリア、カナダ、ニュージーランド、アメリカ合衆国のいずれもかなりの先住民族人口を持つ（かつ、当該民族に対するジェノサイドを行ってきた）国だった。アゼルバイジャン、バングラデシュ、ブータン、ブルンジ、コロンビア、グルジア、ケニア、ナイジェリア、ロシア連邦、サモア、ウクライナが棄権した。他の34ヶ国は欠席した。

## 反応

### 国連・支持国
潘基文国際連合事務総長は「国連加盟国と先住民族が痛ましい歴史を重ね、人権と正義と全ての人々のための開発への道へ共に進み解決を図る歴史的瞬間だ」と述べ、反対国であるカナダ出身のルイーズ・アルブール人権高等弁務官も、それまでの激務と忍耐が「これまでの先住民族の権利宣言の中でも最も包括的なものとして実った」ことに満足を示した。
採択に臨んだボリビアのデビッド・チョケワンカ外相は、反対及び棄権した加盟国が彼が世界人権宣言と等しく重要と評価するこの宣言を拒絶したことを再考することを望んだ。宣言の採択のニュースはアフリカでも歓迎された。
一方、宣言の支持者の多くが、ほとんど先住民市民のいないヨーロッパ諸国（例えばデンマークとドイツ）や先住民族の権利を尊重してきた記録の乏しいラテンアメリカ諸国であることに注意すべきとする意見もある。

### 反対4カ国
反対した4ヶ国は、いずれも共通の文化的基盤を持つ英語圏の旧イギリス植民地であり、コモン・ローにより一定の先住権が認められている。
この4カ国は政権交代等を経て宣言への支持あるいは支持に前向きな意志を表明。ただし、自由、事前のインフォームドコンセント、FPIC(FREE,Prior and Informed Consent)に基づく先住民族の拒否権については認めていない。

#### オーストラリア
オーストラリアのマル・ブラフ家族コミュニティサービス先住民族問題担当相は先住民族の慣習的な法体系を維持する条項について「全オーストラリアでの立法処置を必要とするものであり、現代世界の法律実務では受け入れられないものを祭れない」と述べた 。

#### ニュージーランド
政権交代後の2010年4月にはオーストラリア同様に宣言への支持を表明。

#### カナダ
カナダは議決に先立ってインディアン・北部開発相と外相が共同声明を発表、「カナダの憲法システムと全く両立しない条項を含んでおり、根本的な欠陥がある」と述べ、決議を批判した。さらに「当該決議は、土地、資源に関しての権利について、先住民族とそのほかの人々との調和を図らなければいけないカナダの立場を理解していない」とも述べた。国連大使もオーストラリアと同様に宣言の条項が現行国際法になじまない旨を指摘した。
しかし、2015年に政権を奪還したカナダ自由党のもとでカナダは方針を転換し、2021年に宣言の遵守法案(C-15)が可決されている。

#### アメリカ合衆国
アメリカ国連大使は当初、反対した国々と同様の理由に加え、「先住民族」の定義が宣言に盛り込まれなかったことから反対した。
2010年12月16日にはオバマ大統領は宣言に調印する用意があると発表し、先住民族の首長に対して合衆国政府と当該民族との間の関係改善を図り、破られてきた約束を回復させると伝えた。現存するアメリカ国内の先住民族は560以上を数え、その多くがオバマ大統領の発表を歓迎したが、2022年現在採択には至っていない。